# Weltmeisterschaften im Modernen Fünfkampf 2001
Die Weltmeisterschaften im Modernen Fünfkampf 2001 fanden bei den Herren und Damen in Millfield, Vereinigtes Königreich, statt.

## Herren

### Einzel
| Platz | Land      | Sportler       |
| ----- | --------- | -------------- |
| 1     | Ungarn    | Gábor Balogh   |
| 2     | Ungarn    | Viktor Horváth |
| 3     | Bulgarien | Zanko Chantow  |

### Mannschaft
| Platz | Land     | Sportler                                                   |
| ----- | -------- | ---------------------------------------------------------- |
| 1     | Ungarn   | Gábor Balogh Viktor Horváth Sándor Fülep                   |
| 2     | Litauen  | Edvinas Krungolcas Andrejus Zadneprovskis Andrius Žemaitis |
| 3     | Russland | Dmitri Galkin Andrei Moissejew Alexei Turkin               |

### Staffel
| Platz | Land     | Sportler                                       |
| ----- | -------- | ---------------------------------------------- |
| 1     | Ungarn   | Sándor Fülep Viktor Horváth Ákos Kállai        |
| 2     | Schweden | Michael Brandt Erik Johansson Fredrik Svensson |
| 3     | Polen    | Maciej Bogucki Marcin Horbacz Andrzej Stefanek |

## Damen

### Einzel
| Platz | Land                   | Sportlerin       |
| ----- | ---------------------- | ---------------- |
| 1     | Vereinigtes Königreich | Stephanie Cook   |
| 2     | Polen                  | Paulina Boenisz  |
| 3     | Vereinigtes Königreich | Georgina Harland |

### Mannschaft
| Platz | Land                   | Sportlerinnen                                                  |
| ----- | ---------------------- | -------------------------------------------------------------- |
| 1     | Vereinigtes Königreich | Kate Allenby Sian Lewis Stephanie Cook                         |
| 2     | Polen                  | Edita Małoszyc Paulina Boenisz Katarzyna Baran                 |
| 3     | Russland               | Tatjana Muratowa Jewdokija Gretschischnikowa Olesja Welitschko |

### Staffel
| Platz | Land                   | Sportlerinnen                                           |
| ----- | ---------------------- | ------------------------------------------------------- |
| 1     | Vereinigtes Königreich | Stephanie Cook Kate Allenby Georgina Harland            |
| 2     | Russland               | Tatjana Muratowa Jelisaweta Suworowa Wiktorija Saborowa |
| 3     | Tschechien             | Lucie Grolichová Alexandra Kalinovská Olga Voženílková  |

## Medaillenspiegel
| Platz | Land                   | Goldmedaille | Silbermedaille | Bronzemedaille |
| 1     | Ungarn                 | 3            | 1              | –              |
| 2     | Vereinigtes Königreich | 3            | –              | 1              |
| 3     | Polen                  | –            | 2              | 1              |
| 4     | Russland               | –            | 1              | 2              |
| 5     | Litauen                | –            | 1              | –              |
| 5     | Schweden               | –            | 1              | –              |
| 7     | Bulgarien              | –            | –              | 1              |
| 7     | Tschechien             | –            | –              | 1              |